# VVT-i
VVT-i (förkortning för Variable Valve Timing with intelligence) är en teknik för ventilstyrning av bensinmotorer som bland utvecklats och används av Toyota. Toyota VVT-i ersätter den äldre tekniken Toyota VVT som lanserades först 1991 med 4A-GE motorn. Tekniken innebär att en motor som är utrustad med VVT-i får bättre prestanda, blir mer responsiv och sänker utsläpp något. Tekniken justerar ventilerna i motorn, vilket gör motor mer effektiv. Tekniken finns bland annat i Toyota Corolla, Auris samt Avensis.

## Varianter
- VVTL-i: (Variable Valve Timing and Lift intelligent system)
- Dual VVT-i: Tekniken justerar ventilerna för både insugs- och avgas, vilket gör motor mer effektiv.[1]
- VVT-iE:  (Variable Valve Timing - intelligent by Electric motor)
- VVT-iW: (Variable Valve Timing - intelligent Wide)
- Valvematic